# 가독
가독(일본어: 家督 카토쿠[*])는 일본 역사 상의 용어로 가부장 제도하의 가장권을 의미하는 말이다.
가마쿠라 시대에 가독은 적자가 단독 상속하되, 유산은 분할 상속하는 것이 원칙이었다. 무로마치 시대에는 가독과 유산을 모두 적자가 상속하는 것이 원칙이었으나, 현실적으로는 제도가 완전히 확립되지 못하여 가독 승계를 둘러싸고 각 가문 내에서 내분이 자주 발생하였다. 에도 시대에 들어서서 막부의 절대적인 권력을 배경으로 가독의 적자 단독 상속 원칙이 확립되었다.
또한, 주로 무가에 있어서는 단절된 가문 이름을 다른 성씨의 사람이 상속하는 것을 묘세키(名跡)를 잇게 한다고 표현하며, 친자식 또는 혈연이 상속하는 경우의 가독 계승과는 구별되었다. 주요한 예로서는 헤이시(平氏) 하타케야마 씨(畠山氏)를 겐지(源氏) 아시카가 요시즈미(足利義純)가 상속하여, 겐지 하타케야마 씨로 바뀐 것 등이 알려져있다.
메이지 헌법 하에서도 가족 제도의 일환으로서 법제도로 존속하였으나, 일본국 헌법 시행 직후에 민법 대개정에 의해 폐지되었다.

## 같이 보기
- 이에 제도